# Nicola Signorello
Nicola Signorello (ur. 18 czerwca 1926 w San Nicola da Crissa, zm. 26 grudnia 2022 w Rzymie) – włoski polityk, publicysta i prawnik, senator, minister turystyki i sportu (1973–1977, 1980–1983) oraz handlu morskiego (1980), były burmistrz Rzymu.

## Życiorys
Ukończył studia prawnicze na Uniwersytecie Rzymskim „La Sapienza”, uzyskał stopień doktora. Zawodowo zajmował się dziennikarstwem i publicystyką, opublikował m.in. jedną autobiografię. W młodym wieku zaangażował się w działalność polityczną w ramach Chrześcijańskiej Demokracji, został jednym z bliskich współpracowników Mario Scelby, a następnie Giulio Andreottiego. Od 1952 zasiadał w radzie prowincji Rzym, a od stycznia 1961 do lipca 1965 pozostawał jej prezydentem. W latach 1968–1985 członek Senatu V, VI, VII, VIII i IX kadencji. Od lipca 1973 do marca 1974 i ponownie od października 1980 do sierpnia 1983 sprawował funkcję ministra sportu, turystyki i rozrywki, zaś od marca do października 1980 pozostawał ministrem handlu morskiego. Pełnił także funkcję przewodniczącego rady nadzorczej Rai. W 1985 wybrany do rady miejskiej Rzymu, od lipca 1985 do maja 1988 zajmował stanowisko burmistrza tego miasta z poparciem wielkiej koalicji pięciu partii. W 1988 zrezygnował ze stanowiska po konflikcie w radzie miejskiej, następnie wycofał się z polityki. W latach 90. zajmował stanowisko dyrektora Istituto per il Credito Sportivo, banku specjalizującego się w finansowaniu sportu.